# Argento Soma
Argento Soma (アルジェント ソーマ, Arujento Sōma?) es una serie de anime que consta de 25 episodios y un OVA, lanzada al aire por TV Tokyo y transmitida 6 de octubre de 2000 al 22 de marzo de 2001. Argento Soma está basado en la novela clásica de terror Frankenstein. Fue el segundo anime producido por Bandai, conocido por inspirarse en novelas clásicas para desarrollar o crear los argumentos de varias de sus producciones.

## Argumento
La historia empieza en el año 2054, cuando unos alienígenas de gran tamaño invaden la tierra. Tras esta primera invasión que presumimos fue rechazada, aparecen con cierta periodicidad alienígenas desde el espacio que se dirigen sin excepción a un lugar del noroeste de los Estados Unidos denominado "punto Pilgrimage". El protagonista de la historia se llama Kaneshiro Takuto, un joven estudiante que trabaja en un proyecto científico relacionado con la metalurgia. Su novia, Agata Maki estudia con el Profesor Noguchi en el departamento de biomecánica. Este está muy interesado en contar con Takuto, y merced a algunas hábiles maniobras que trama con la ayuda de Maki consigue llevarlo hasta el centro de su proyecto, denominado MORGE.En este lugar, el profesor Noguchi está reconstruyendo un alienígena, a partir de los restos de otros. Uniendo partes de diferentes aliens, se pretende reconstruir uno entero con el que poder experimentar.Recibiendo el nombre de Frankie. Lamentablemente, durante el proceso de "reactivación" los militares irrumpen para hacerse cargo del proyecto, y provocan tal caos que el monstruo despierta y huye, matando en su huida al destrozar las instalaciones a Maki y al Profesor Noguchi. Takuto por su parte resulta herido muy grave.

## Personajes

### Los Pilotos de los SARG

#### Unidades SARG
Las unidades SARG son las mayor tecnología en armamento militar. Son básicamente pequeñas naves de combate parecidos a jets que pueden tomar forma de robot armados con un potente rifle.

### Organizaciones

#### FUNERAL
Funeral es una organización militar de elite especializada en la caza y destrucción de aliens.

#### MORGUE
Morgue es el nombre del laboratorio donde el XR-1 fue despertado.

## Curiosidades
- La versión japonesa utiliza el griego en el título: AΠHENTO ΣOMA.
- El título en griego puede traducirse como El cuerpo plateado.
- Argento Soma está basado en Frankenstein, éste fue el segundo anime producido por Bandai, que se inspiró de nuevo en novelas clásicas, la primera fue Infinite Ryvius, basada en Lord of the Flies. Ninguna gozó de gran éxito, así pues Argento Soma fue la última de ellas.
- En el primer episodio al lado de uno de los edificios del MORGUE puede leerse "Morugue" que es como se pronuncia en japonés.

## Reparto Japonés
- Houko Kuwashima como Harriet "Hattie" Bartholomew/Maki Agata
- Souichiro Hoshi como Takuto Kaneshiro/Ryu Soma
- Jouji Nakata como Michael Heartland
- Kikuko Inoue como Guinevere Green
- Sayuri como Lana Ines
- Takehito Koyasu como Dan Simmonds
- Yūji Takada como Frank, Yuri Leonov, Defense Official, Henry Harris
- Yui Horie como Sue Harris

## Lista de episodios
| Episodio | Título en español                           |  | Título original                         | Título en inglés           |
| 01       | Muerte y renacimiento                       |  | 再生と死と (Saisei to shi to)           | Rebirth and Death          |
| 02       | La muerte y la niña                         |  | 死と少女と (Shi to shoujo to)           | Death and the Maiden       |
| 03       | La chica y el encuentro                     |  | 少女と出会いと (Shoujo to deai to)      | The Maiden and the Meeting |
| 04       | El encuentro y el odio                      |  | 出会いと憎悪と (...)                    | The Meeting and the Hatred |
| 05       | Odio y conflicto                            |  | 憎悪と争いと (...)                      | Hatred and War             |
| 06       | Conflicto y huida                           |  | 争いと逃避と (...)                      | War and Escape             |
| 07       | Huida y recuerdos                           |  | 逃避と追憶と (...)                      | Escape and Memories        |
| 08       | Recuerdos y soledad                         |  | 追憶と孤独と (...)                      | Memories and Solitude      |
| 09       | Soledad y tristeza                          |  | 孤独と哀と (...)                        | Solitude and Sadness       |
| 10       | Tristeza y malicia                          |  | 哀と殺意と (...)                        | Sadness and Malice         |
| 11       | Malicia y traición                          |  | 殺意と裏切りと (Saitsui to uragiri to)  | Malice and Betrayal        |
| 12       | Traición y desesperación                    |  | 裏切りと絶望と (Uragiri to zetsubou to) | Betrayal and Despair       |
| 13       | Desesperación y esperanza                   |  | 絶望と希望と (Zetsubou to kibou to)     | Despair and Hope           |
| 14       | Esperanza y confusión                       |  | 希望と混沌と (...)                      | Hope and Confusion         |
| 15       | Confusión y conflicto                       |  | 混沌と葛藤と (...)                      | Confusion and Conflict     |
| 16       | Conflicto y decisión/Confusión y respuestas |  | 葛藤と決意と (...)                      | Conflict and Decisions     |
| 17       | Respuestas y pasado                         |  | 決意と過去と (Ketsui to kako to)        | Decisions and the Past     |
| 18       | Pasado y crímenes                           |  | 過去と大罪と (...)                      | The Past and Deadly Sins   |
| 19       | Crímenes y castigo                          |  | 大罪と戒めと (...)                      | Deadly Sins and Warning    |
| 20       | Castigo y despertar                         |  | 戒めと覚醒と (...)                      | Warning and Awakening      |
| 21       | Despertar y verdad                          |  | 覚醒と真実と (...)                      | Awakening and Truth        |
| 22       | Verdad y destrucción                        |  | 真実と破滅と (...)                      | Truth and Destruction      |
| 23       | Destrucción y coraje                        |  | 破滅と勇気と(...)                       | Destruction and Courage    |
| 24       | Coraje y amor                               |  | 勇気と愛と (Yuuki to ai to)             | Courage and Love           |
| 25       | Amor y renacimiento                         |  | 愛と再生と (Ai to saisei to)            | Love and Rebirth           |
| 26       | Sola y por mi cuenta                        |  | 孤独と孤独(Kodoku to kodoku)            | Take care of yourself      |

La historia narrada en el OVA transcurre entre los capítulos 8 y 9.
- Datos: Q174410